# Coptodera cechovsky
Coptodera cechovsky is een keversoort uit de familie van de loopkevers (Carabidae). De wetenschappelijke naam van de soort is voor het eerst geldig gepubliceerd in 2010 door Kirschenhofer.